# Tazio Nuvolari
Tazio Nuvollari (n. 16 noiembrie 1892, Castel d'Ario, Lombardia, Regatul Italiei – d. 11 august 1953, Mantova, Lombardia, Italia) a fost un pilot de curse auto de origine italiană, recunscut drept unul dintre cei mai competitivi piloți din perioada interbelică.
1. 1 2 3 4 5 6 7 8 9 10  NUVOLARI, Tazio Giorgio, Dizionario Biografico degli Italiani, 2013, accesat în 25 ianuarie 2023
2. 1 2  Tazio Nuvolari, Encyclopædia Britannica Online, accesat în 9 octombrie 2017
3. 1 2  Tazio B. Nuvolari, Munzinger Personen, accesat în 9 octombrie 2017
4. 1 2  Tazio Nuvolari, Roglo
5. ↑  Czech National Authority Database, accesat în 1 martie 2022